# Борис Карлов (музикант)
Вижте пояснителната страница за други личности с името Борис Карлов.
Борис Карлов е български акордеонист. Той получава широко признание като основоположник на акордеонното свирене както в българската, така и в сръбската народна музика.

## Биография
Борис Карлов е роден на 11 август 1924 година в София в циганско семейство. Баща му Карло Алиев е известен тромпетист и флигорнист и ръководи популярната фолклорна Кореняшка група, участваща редовно и в предавания на Радио „София“.
Борис от малък започва да свири с баща си – първоначално на окарина и флигорна, след това и на тамбура, а на дванадесетгодишна възраст започва да свири на акордеон. Първият му акордеон е прост 48-басов инструмент марка „Хонер“, по-късно свири на 120-басов, а в разцвета на кариерата си – на италиански акордеон „Скандали“, специално изработен за него. Първите му записи са през 1940 година за Радио „София“ като част от Кореняшката група, от 1945 година записва самостоятелно за „Радиопром“, а по-късно и за югославската „Юготон“.
След 1950 година Борис Карлов вече се ползва с голяма популярност и провежда множество турнета в България, но също и в Югославия, Австрия, Германия, Чехословакия. Той ръководи своя група „Наша песен“, в която в различни периоди участват известни народни певци, като Борис Машалов, Петър Терзиев, Гюрга Пинджурова, Мита Стойчева, Кайчо Каменов, Костадин Гугов, Радка Кушлева, Атанаска Тодорова, Славка Секутова, Мария Кокарешкова. Сред най-популярните му изпълнения са авторски обработки на народни хора, най-често от Шопската фолклорна област – Граовско, Радино, Дудино, Левскарско, Ганкино, Дайчово, Право, Еленино, Македонско, Ситно шопско хоро. Макар почти всичките му записи да са на българска народна музика, по време на концерти понякога изпълнява също сръбски, далматински и албански фолклор, както и популярна музика.
Борис Карлов умира от остра бъбречна недостатъчност на 14 декември 1964 година в Кралево, по време на концертно турне в Югославия.